# Fundació Ohr Avner
La Fundació Ohr Avner és una fundació filantròpica que va ser establerta en 1993 pel milionari israelià i emigrant originari de l'antiga Unió Soviètica, Lev Levàyev. La fundació és dirigida pel director, el rabí David Mondshine (fill de l'erudit del moviment Jabad, el rabí Yehoshua Mondshine). La fundació va rebre el seu nom en memòria del pare de Lev Leviev, el rabí Avner Leviev. L'organització ofereix suport a una àmplia xarxa d'institucions educatives jueves, en els territoris que una vegada van formar part de l'antiga Unió Soviètica, entre aquestes institucions cal destacar: les escoles, les llars d'infants, i els campaments per als joves. L'organització també gestiona un centre de recursos i un institut de formació per a mestres.
El col·lapse de la Unió Soviètica va oferir a la població jueva ex-soviètica la possibilitat de practicar la seva religió lliurement per primera vegada en set dècades. Més d'un milió de jueus ex-soviètics van emigrar cap a Israel i cap als Estats Units. Al país van romandre almenys 2 milions de jueus ex-soviètics, els quals van reconstruir la vida comunitària jueva en la Comunitat d'Estats Independents, amb el generós suport de la diàspora jueva.
Els líders jueus que van sorgir després de la caiguda del comunisme i les desenes de rabins que van ser enviats pel moviment hassídic Habad Lubavitx, van començar a construir una nova xarxa de sinagogues, centres comunitaris i escoles de dia, a través d'un vast territori que s'estén a través de 10 zones horàries, per restablir centenars de comunitats jueves.
En novembre de 1998 els líders d'aquestes comunitats disperses van reconèixer la necessitat de formar part d'un grup unit i ben organitzat, així que van unir els seus recursos financers, professionals i tècnics per tal de crear la Federació de Comunitats Jueves de la Comunitat d'Estats Independents (FJC).